# Allostichaster
Allostichaster is een geslacht van zeesterren uit de familie Stichasteridae.

## Soorten
- Allostichaster capensis (Perrier, 1875)
- Allostichaster farquhari McKnight, 2006
- Allostichaster hartii (Rathbun, 1879)
- Allostichaster insignis (Farquhar, 1895)
- Allostichaster palmula Benavides-Serrato & O'Loughlin, 2007
- Allostichaster peleensis Marsh, 1974
- Allostichaster polyplax (Muller & Troschel, 1844)
- Allostichaster regularis H.L. Clark, 1928